# Gerd Nagel
Gerd Nagel (Sulingen, 22 ottobre 1957) è un ex altista tedesco, campione universitario nel 1979 a Città del Messico e vicecampione europeo nel 1982 ad Atene.

## Carriera
Assente ai Giochi olimpici di Mosca 1980 a causa del boicottaggio, Giochi nei quali avrebbe potuto dire la sua per le medaglie dato che si sarebbe presentato con la quinta miglior prestazione dell'anno, ai successivi Giochi di Los Angeles 1984 non si qualificò per la finale.

## Palmarès
| Anno | Manifestazione            | Sede              | Risultato | Misura |
| ---- | ------------------------- | ----------------- | --------- | ------ |
| 1979 | Universiadi               | Città del Messico | Oro       | 2,28 m |
| 1982 | Campionati europei        | Atene             | Bronzo    | 2,24 m |
| 1983 | Campionati europei indoor | Budapest          | Argento   | 2,30 m |
| 1990 | Campionati europei indoor | Glasgow           | Bronzo    | 2,30 m |